# Marinus Heijl

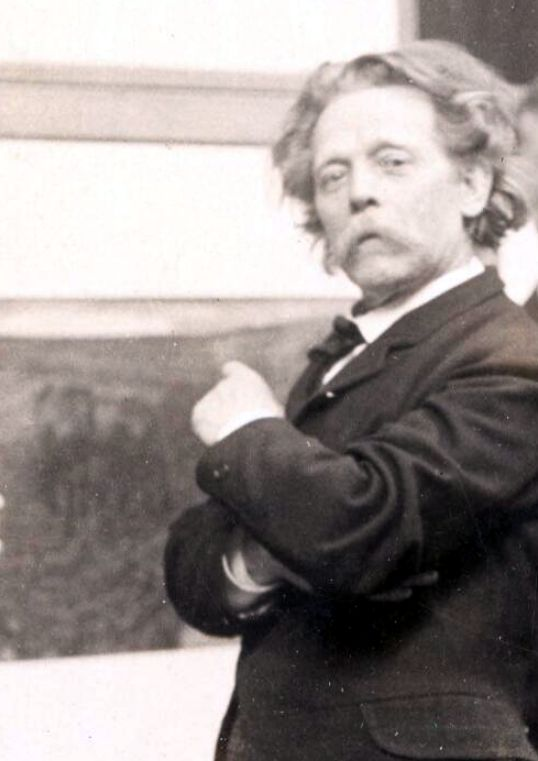
Marinus Heijl, 1893

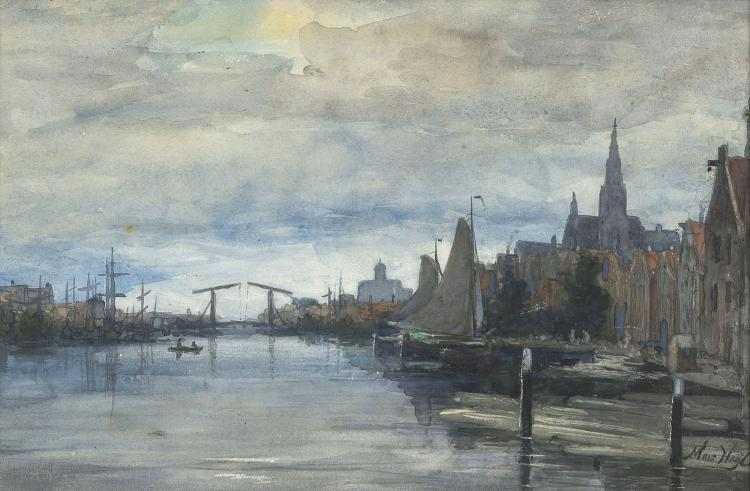
Prinseneilandsgracht

Marinus (Marius) Heijl (* 22. März 1835 in Utrecht; † 29. Januar 1931 in Amsterdam) war ein niederländischer Landschaftsmaler.
Heijl sollte Priester werden, entschied sich aber letztendlich für die Malerei. Er studierte an der Rijksakademie van beeldende kunsten in Amsterdam bei Hendrik Dirk Kruseman van Elten. 1871 wurde er Mitglied von „Arti et Amicitiae“, wo er später jahrelang eine Vorstandsposition innehatte. Er besaß ein Atelier in Amsterdam, in dem er junge Maler wie Geo Poggenbeek und Nicolaas Bastert ausbildete. Er arbeitete regelmäßig mit Anton Mauve zusammen. Er malte oft im Waldgebiet Veluwe. Nach 1880 unternahm er Studienreisen nach Deutschland (Harz, Teutoburger Wald) und in die Schweiz.  Sein Stil wurde stark von Malern der Haager Schule beeinflusst. Manchmal malte er auch Stillleben. Marinus Heijl wurde zum Professor an der Amsterdamer Rijksakademie berufen.
Heijl starb 1931 im Alter von 94 Jahren. Zu seinem 90. Geburtstag widmete ihm das Polygoon-Journal einen Artikel, in dem er freundlich, lächelnd und pfeifenrauchend dargestellt wurde. 
Seine Arbeiten sind u. a. im Rijksmuseum Amsterdam, im Museum für moderne Kunst in Arnhem und im Frans Hals Museum in Haarlem zu sehen.